# Пруденційне регулювання
Пруденці́йне регулюва́ння (пруденційний нагляд)  спрямоване на забезпечення банку від банкрутства і охоплює як безвиїзний, так і виїзний види нагляду (див. банківське регулювання та нагляд). Здійснюється тоді, коли банку дозволено перебувати на ринку, тобто він виконує усі умови доступу на нього.  До пруденційного регулювання банків в Україні зараховуються вимоги до регулятивного капіталу та його абсолютного, відносного і адекватного розміру, нормативи ліквідності, кредитного, інвестиційного та валютного ризиків; обмеження та вимоги щодо проведення високоризикових операцій та операцій з пов’язаними особами; вимоги до оцінки активних операцій та формування резервів (капіталізації) під очікувані ризики із цих операцій; а також деякі інші вимоги, які покликані мінімізувати ризик банкрутства банку.
Основними джерелами пруденційного регулювання в Україні вважаються Інструкція "Про порядок регулювання діяльності банків в Україні", затверджена постановою Правління НБУ від 28.08. 2001 № 368 та Положення "Про застосування Національним банком України заходів впливу за порушення банківського законодавства", затверджене постановою Правління НБУ від 17.08.2012 № 346, в яких визначено нормативи діяльності банків та їхні граничні значення, а також заходи впливу в разі порушення останніх. Останні положення можна частково розглядати як елементи ліквідаційного нагляду.
Наприклад, Національний банк України регулює докапіталізацію банків. За планом НБУ статутний капітал банків має бути збільшений до 500 млн грн до 2024 року. Станом на кінець січня 2017 року статутний капітал банку має становити 300 млн грн.